# Albania na Mistrzostwach Europy w Lekkoatletyce 2016
Albania na Mistrzostwach Europy w Lekkoatletyce 2016 – reprezentacja Albanii podczas Mistrzostw Europy w Amsterdamie liczyła 2 zawodników.

## Występy reprezentantów Albanii

### Mężczyźni

#### Konkurencje techniczne
| Konkurencja | Zawodnik      | Eliminacje | Eliminacje | Finał    | Finał   |
| Konkurencja | Zawodnik      | Rezultat   | Pozycja    | Rezultat | Pozycja |
| ----------- | ------------- | ---------- | ---------- | -------- | ------- |
| Skok w dal  | Izmir Smajlaj | 7,92 q     | 10.        | 7,75     | 9.      |

### Kobiety

#### Konkurencje biegowe
| Konkurencja                   | Zawodniczka | Eliminacje | Eliminacje | Półfinał | Półfinał | Finał      | Finał |
| Konkurencja                   | Zawodniczka | Rezultat   | Poz.       | Rezultat | Poz.     | Rezultat   | Poz.  |
| ----------------------------- | ----------- | ---------- | ---------- | -------- | -------- | ---------- | ----- |
| Bieg na 3000 m z przeszkodami | Luiza Gega  | 9:38,87 Q  | 1.         | —        | —        | 9:28,52 NR |       |